# Meliola panici
Meliola panici är en svampart som beskrevs av Earle 1901. Meliola panici ingår i släktet Meliola och familjen Meliolaceae.   Inga underarter finns listade i Catalogue of Life.